# Michael Apelgren
Michael Apelgren (* 20. August 1984 in Stockholm) ist ein schwedischer Handballtrainer und ehemaliger Handballspieler. Seine Größe beträgt 1,81 m. Apelgren, der für die schwedische Nationalmannschaft auflief, wurde überwiegend auf der Rückraummitte eingesetzt.

## Karriere
Michael Apelgren war sportlich vorbelastet: Sein Vater Per war Fußballspieler und -trainer, seine Mutter Lena ehemalige Handballnationalspielerin. Michael selbst begann beim IF Swithiod mit dem Handballspiel. Im Juniorenalter kam er dann zum BK Söder. Als er dort einige Jahre später in die höchste schwedische Spielklasse aufstieg, ging seine Mannschaft in den Großklub Djurgårdens IF auf, wo Apelgren aber die meiste Zeit über nur auf der Bank saß. Daraufhin wurde er an Djurgårdens Kooperationspartner Tyresö ausgeliehen. 2003 wechselte er schließlich zum Stockholmer Erstligisten Hammarby IF und debütierte dort mit der ersten Mannschaft in der schwedischen Eliteserie. Zunächst gehörte er mit den Hauptstädtern nur zum Mittelmaß der Liga, erst unter dem neuen Trainer Staffan Olsson ging es endlich bergauf: 2006, 2007 und 2008 gewann sein Team die schwedische Meisterschaft, und zog in die EHF Champions League ein.
In der Saison 2008/09 und 2009/10 spielte Apelgren beim spanischen Erstligisten BM Granollers. Ab dem Sommer 2010 lief er für den schwedischen Verein IK Sävehof auf. Mit Sävehof gewann er 2011 und 2012 die Meisterschaft. Im Sommer 2013 wechselte er zum spanischen Verein BM Puerto Sagunto. Nachdem Apelgren in der Saison 2013/14 mit 165 Treffern den dritten Platz in der Torschützenliste der Liga ASOBAL belegt hatte, schloss er sich dem norwegischen Verein Elverum Håndball an, bei dem er anfangs als Spielertrainer tätig war. Ab dem Jahre 2016 war er nur noch als Trainer bei Elverum Håndball tätig. Elverum gewann unter seiner Leitung 2015, 2016, 2017, 2018, 2019 und 2020 die norwegische Meisterschaft sowie 2018 und 2019 den norwegischen Pokal. Seit der Saison 2020/21 trainiert er den schwedischen Erstligisten IK Sävehof. Unter seiner Leitung gewann Sävehof 2021 und 2024 die schwedische Meisterschaft, und 2022 die schwedische Pokal. Ab 2022 war er auch Co-Trainer für die schwedische Nationalmannschaft. Bei der Handball-Europameisterschaft der Männer 2024 gewann er mit Schweden Bronze.
Seit Juli 2024 trainiert er den ungarischen Erstligisten SC Szeged. Im Oktober 2024 übernahm er zusätzlich das Traineramt der schwedischen Nationalmannschaft. Mit Szeged gewann er 2025 den ungarischen Pokal.
Michael Apelgren bestritt fünf Länderspiele für die schwedische Nationalmannschaft. Mit dem Juniorenteam wurde er 2003 Junioren-Weltmeister.